# (2483) Guinevere
(2483) Guinevere (1928 QB) – planetoida z pasa głównego asteroid okrążająca Słońce w ciągu 7,9 lat w średniej odległości 3,97 au. Odkryta 17 sierpnia 1928 roku.